# Raymond Nègre
Raymond Nègre (* 13. Juli 1908 in Domjulien, Frankreich; † 8. Juli 1985 in Frankreich) war ein französischer Bühnenbildner und Filmarchitekt.

## Leben
Der aus den Vogesen stammende Nègre erhielt eine Ausbildung zum Theaterausstatter und war zu Beginn seiner beruflichen Laufbahn auch an der Bühne tätig. Bis 1945 arbeitete der Bühnenbildner nur sporadisch als Filmarchitekt. Ab Ende des Zweiten Weltkriegs wurde Raymond Nègre ein vielbeschäftigter Kulissenschöpfer für nahezu durchgehend anspruchsarme Kinounterhaltung. Vor allem der Regisseur André Berthomieu ließ Nègre regelmäßig die Dekorationen zu seinen Inszenierungen entwerfen. Mit Beginn der 1960er Jahre wechselte er als Szenenbildner zum Fernsehen, ehe er 1971 seine Karriere endgültig beendete.

## Filmografie
- 1937: La mort du cygne
- 1942: Port d’attache
- 1942: Engel der Nacht (L’ange de la nuit)
- 1945: La bataillon du ciel
- 1945: Der Weg zur Hölle (La fille du diable)
- 1945: Jeux de femmes
- 1946: Monsieur de Falindor
- 1946: Pas si bête
- 1947: Carré de valets
- 1947: Mort ou vif
- 1948: Le bal des pompiers
- 1948: La femme nue
- 1949: Ja, in Mexiko (Nous irons à Paris)
- 1949: Le roi Pandore
- 1950: Bertrand Löwenherz (Bertrand cœur de lion)
- 1950: Mademoiselle Josette, ma femme
- 1951: Chacun son tour
- 1951: Das Gelübde des Priesters (Jocelyn)
- 1952: Belle mentalité
- 1952: Soyez les bienvenus
- 1953: Nuits andalouses
- 1953: Une vie de garçon
- 1954: Après vous, duchesse
- 1954: Les deux font la paire
- 1955: Reif auf junge Blüten (Futures vedettes)
- 1955: Familie Duraton (Les Duraton)
- 1955: Die Zeit der harten Eier (Le temps des œufs durs)
- 1956: Á la jamaïque
- 1956: La joyeuse prison
- 1956: Gehetzte Frauen (Marchands de filles)
- 1957: Weiße Fracht aus Paris (Cargaison blanche)
- 1958: In Montmartre wird es Nacht (En légitime défense)
- 1958: Sacrée jeunesse
- 1959: Prémédiation
- 1960: Louis, die Schnatterschnauze (Dans l’eau qui fait des bulles)
- 1961: Quitte pour la peur (Fernsehen)
- 1961; Hauteclaire (Fernsehfilm)
- 1962: L’âne et le boeuf (Fernsehfilm)
- 1966: Maria Tudor (Fernsehfilm)
- 1971: Ubu enchaîné (Fernsehfilm)